# Mirador de ses Barques

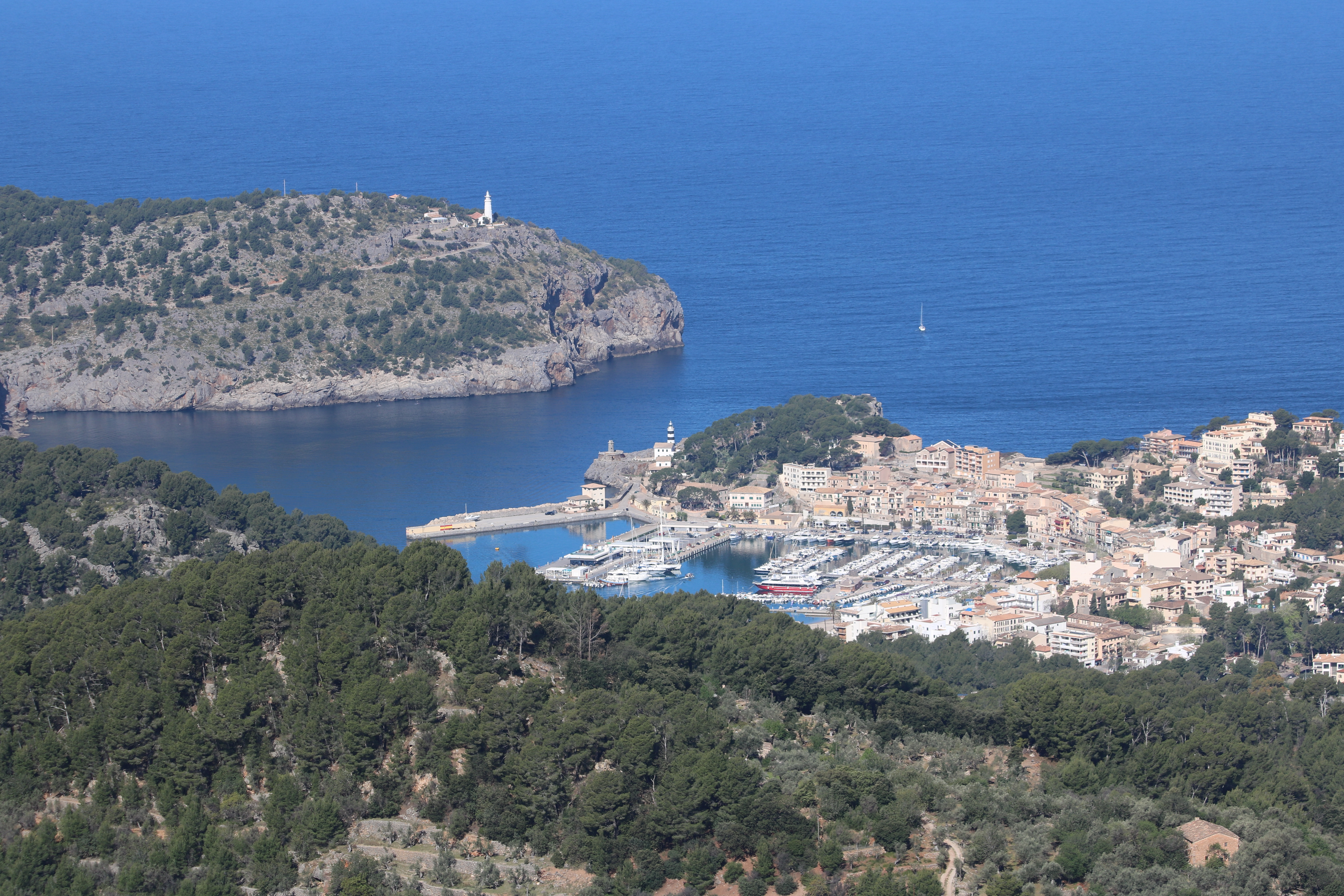
Aussicht auf Port de Sóller

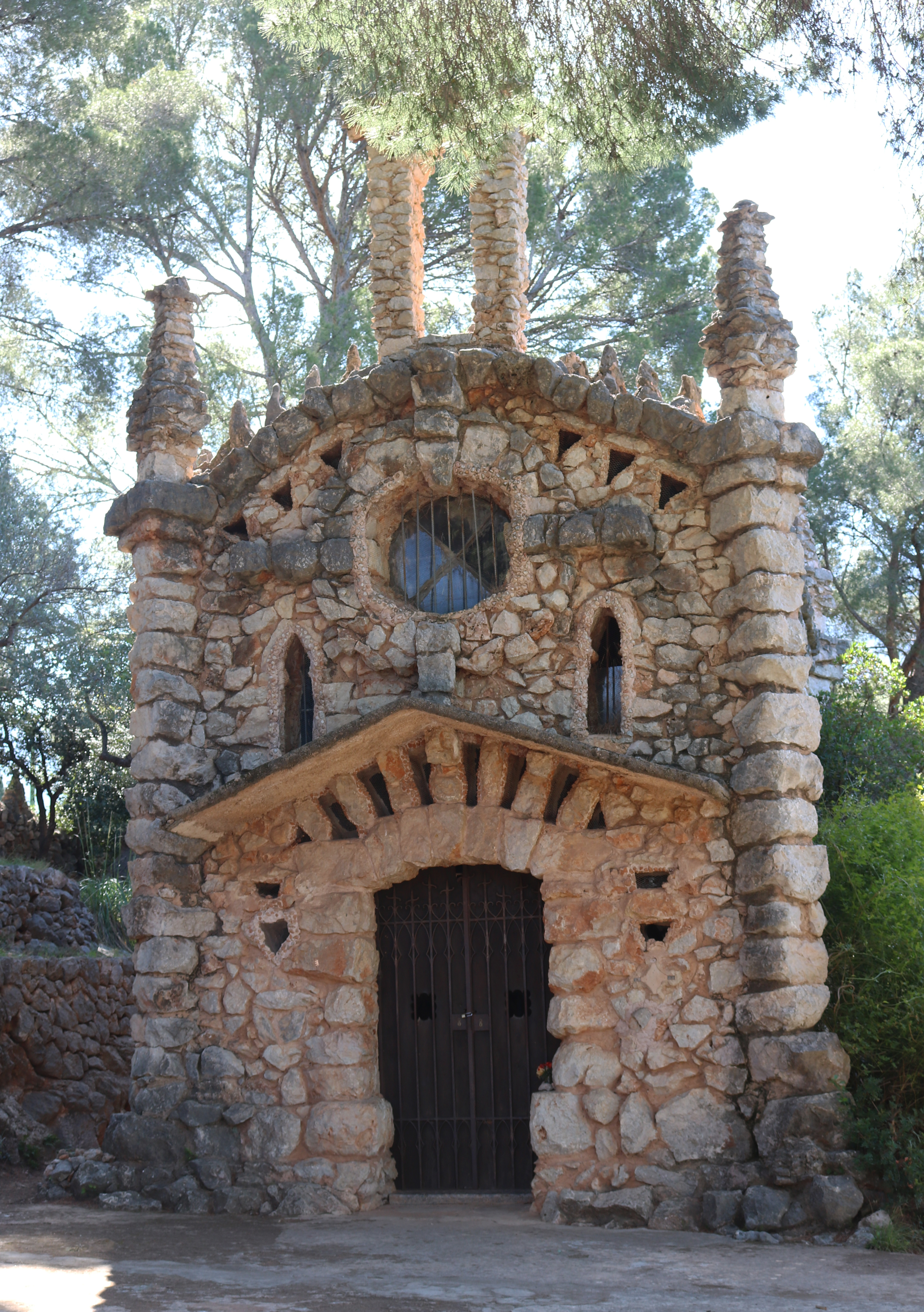
Jugendstilkapelle Sa Capelleta

Der Mirador de ses Barques (katalanisch für Aussicht auf die Boote) ist ein 1961 angelegter Aussichtspunkt in der Gemeinde Sóller auf der spanischen Mittelmeerinsel Mallorca. Er liegt  400 m über dem Meer und erlaubt wie aus der Vogelperspektive einen Ausblick auf den Hafen von Port de Sóller. Neben dem Aussichtsbalkon gibt es ein viel frequentiertes Terrassenlokal. 

## Zugang
Der Aussichtspunkt liegt an der Landstraße Ma-10, die von Sóller aus durch die Serra de Tramuntana nach Pollença führt. Es gibt einen großen Parkplatz und eine Bushaltestelle der Linie 231 (April bis Oktober mehrmals täglich). 

## Ausgangspunkt für Wanderungen

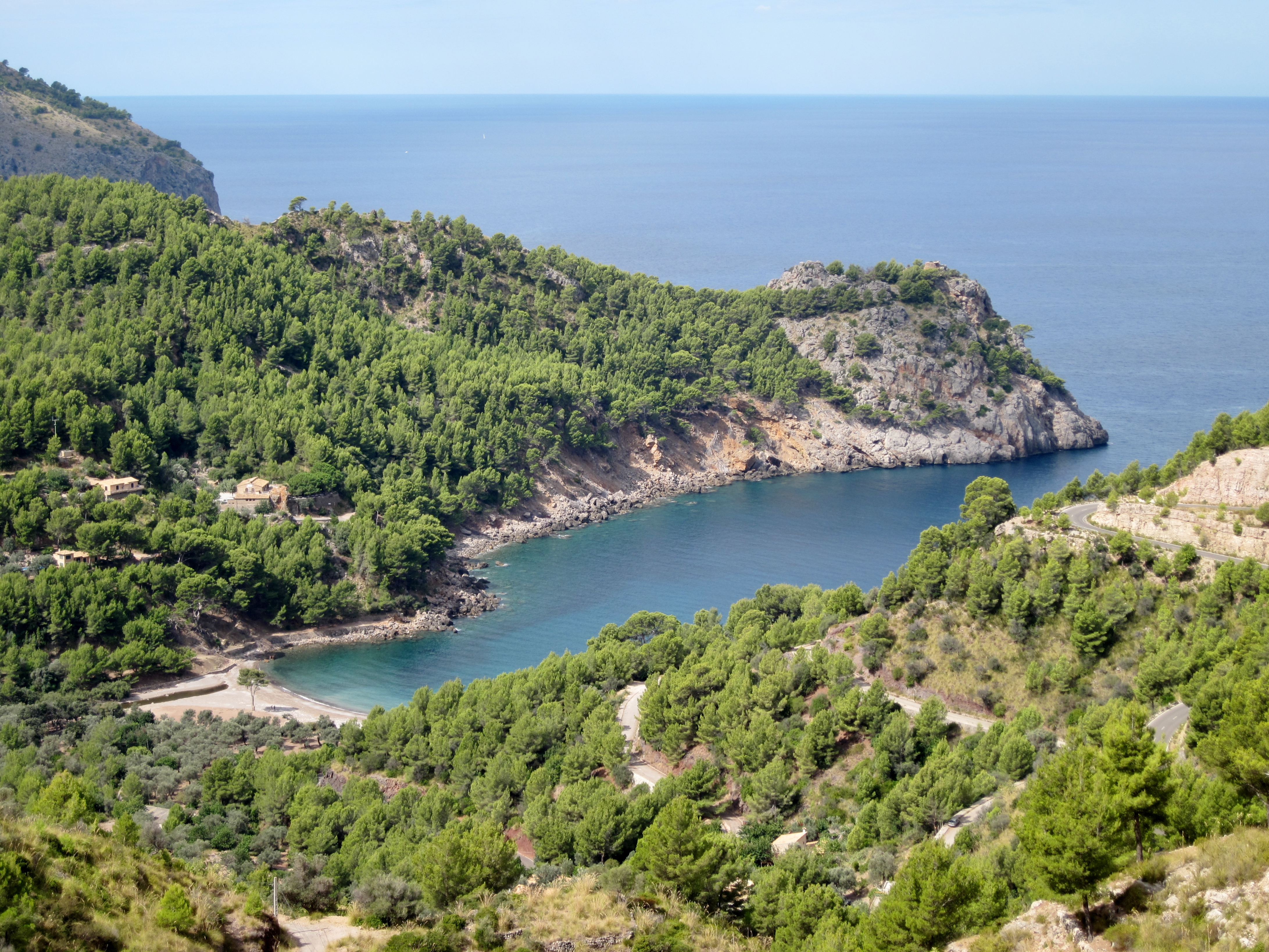
Wanderziel Cala Tuent

Die schnelle Erreichbarkeit von den Touristenorten Sóller und Port de Sóller macht den Mirador de ses Barques zu einem beliebten Ausgangspunkt für Wanderungen. Gegenüber von dem Ausflugslokal beginnt der Camì Vell de Bàlitx, auf dem hinab ins Bàlitx-Tal und von dort über den Coll de Biniamar weiter nach Cala Tuent gewandert werden kann. Von dort verkehrt im Sommerhalbjahr ein Linienschiff, mit dem man zurück nach Port de Sóller kommt. Der Weg soll in absehbarer Zeit in das Netz des Fernwanderweges GR 221 aufgenommen werden.
Vom Mirador de ses Barques kann auf ausgeschilderten alten Muliwegen nach Sóller bzw. Fornalutx abgestiegen werden. Auf halber Strecke liegt Sa Capelleta, eine vom katalanischen Jugendstil beeinflusste Kapelle aus dem Jahr 1917.